# Marienkirche (Königstein/Sächsische Schweiz)

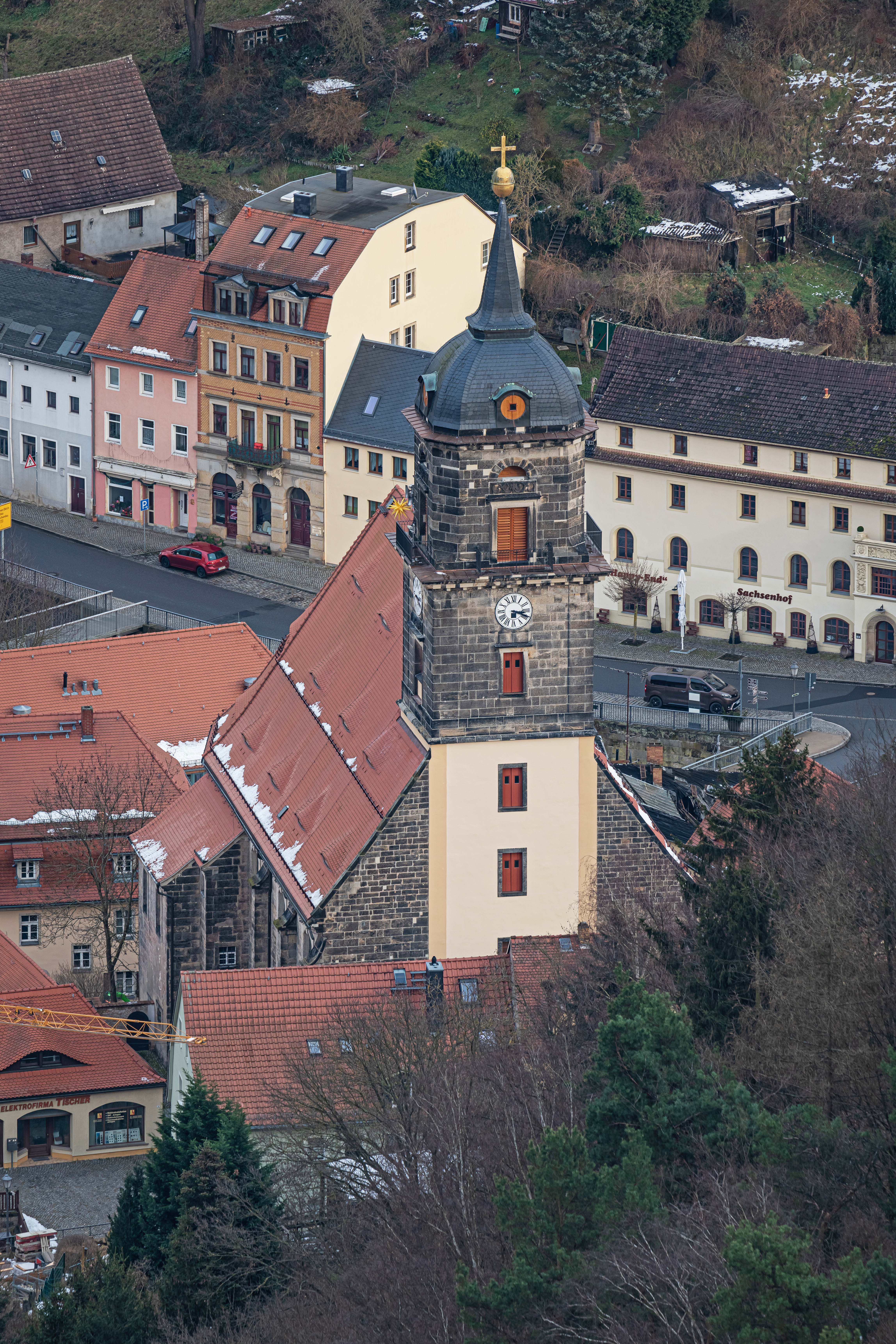
Marienkirche in Königstein

Die Marienkirche ist die evangelisch-lutherische Stadtkirche in Königstein in der Sächsischen Schweiz. Die Kirche stammt aus dem 18. Jahrhundert und beherbergt in ihrem Inneren einen Kanzelaltar in Form eines griechischen Portikus aus Sandstein.

## Geschichte

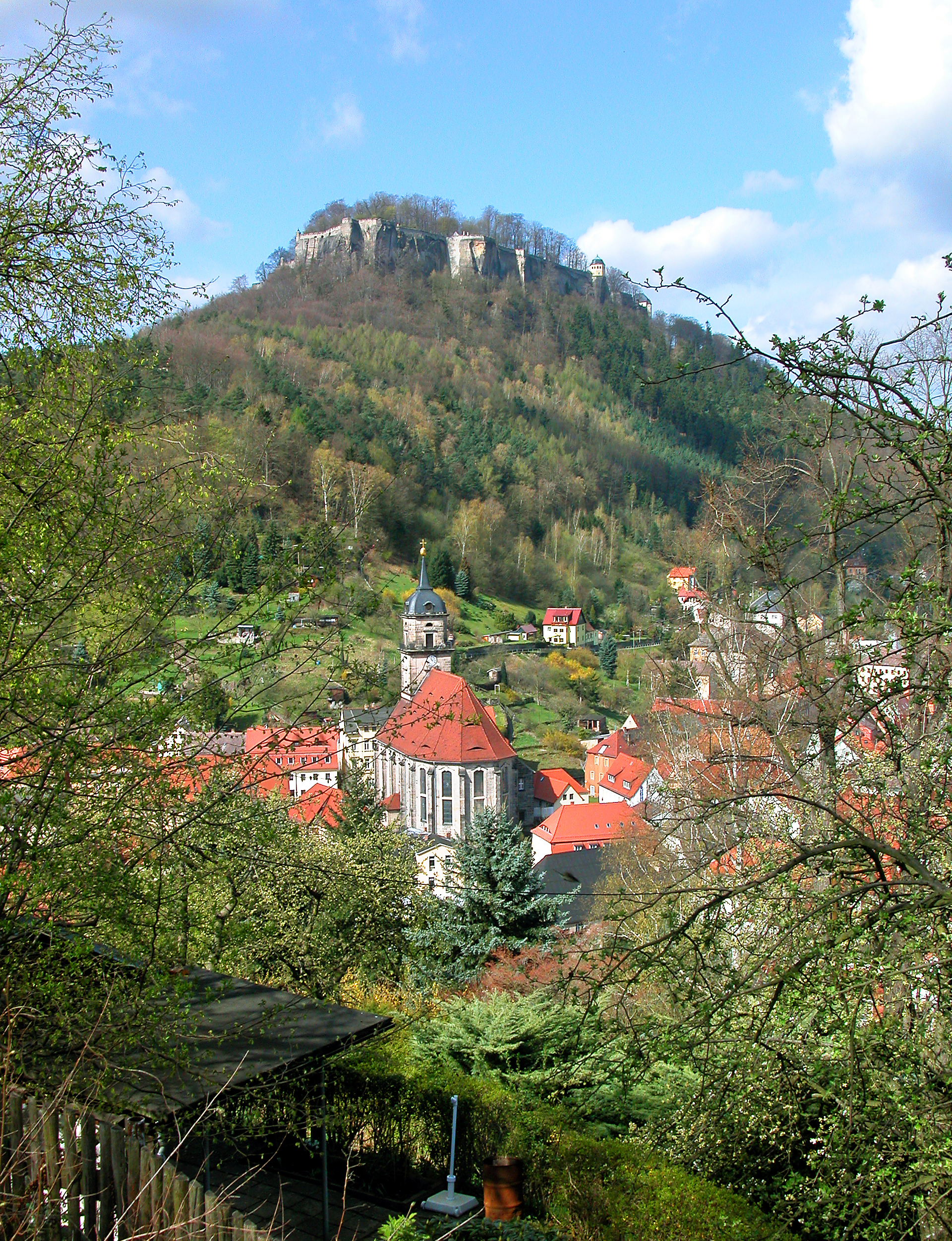
Blick über Königstein mit Marienkirche zur Festung

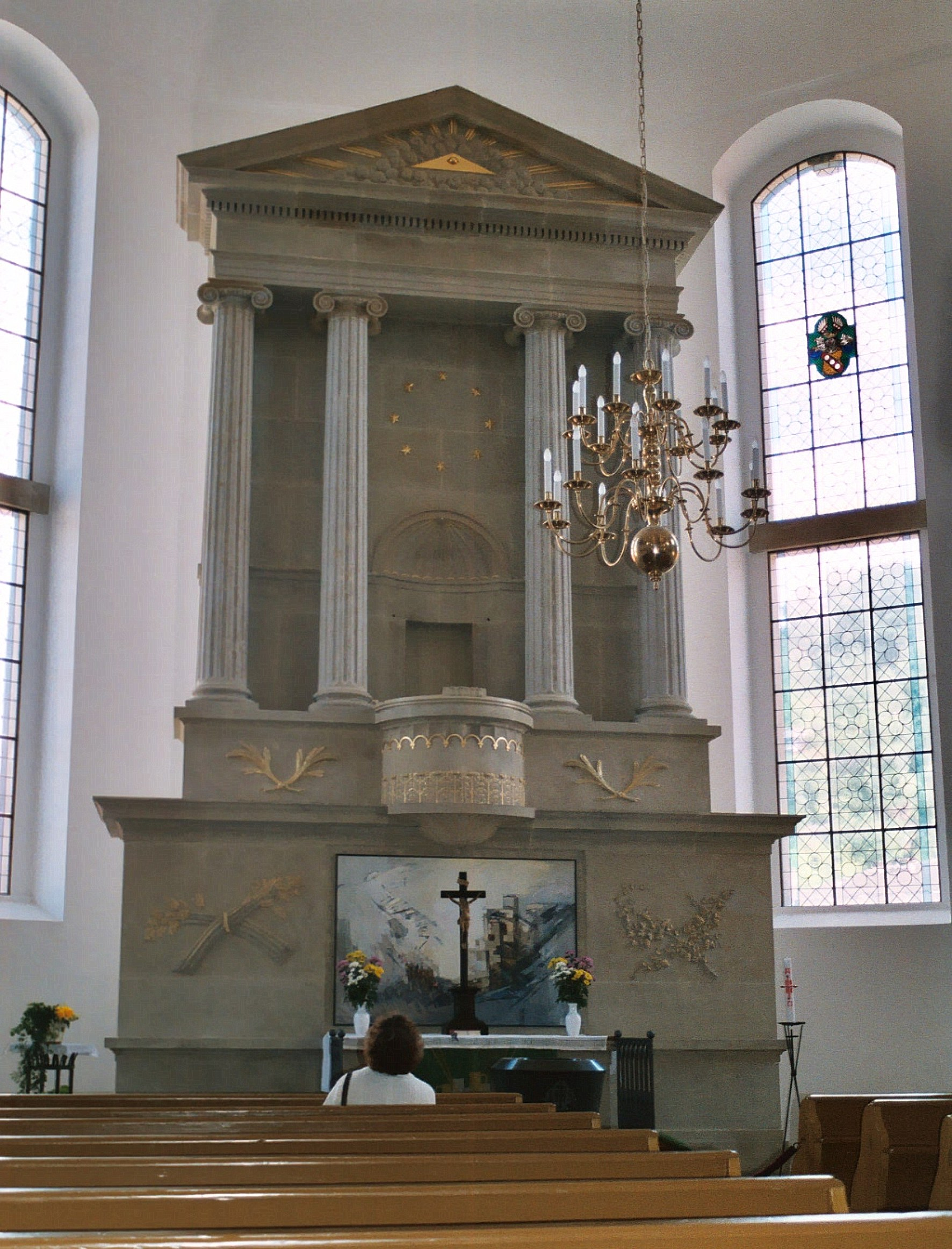
Kanzelaltar

Etwa um 1450 wurde auf dem Schreiberberg, dem heutigen Standort, eine Kirche gebaut. Nach einem Brand im Jahr 1559 und wegen seiner Baufälligkeit wurde das Gebäude abgerissen und neu errichtet. Von 1704 bis 1724 leitete George Bähr zusammen mit den Dresdner Baumeistern Fehre und Dünnebier den Bau einer größeren Kirche. Nach einem Stadtbrand im Jahr 1810 wurde sie zerstört und 1823 nach dem Wiederaufbau geweiht. 1967 wurde eine neue große Glocke angeschafft, nachdem 1940 zwei der drei Glocken für die Rüstungsindustrie beschlagnahmt worden waren. Die Kirche wurde 1985 und 1992 saniert und in diesem Zuge ein goldenes Kuppelkreuz angebracht. 1994/95 konnte eine neue dritte Glocke sowie eine Läutanlage installiert werden. In diesem Zeitraum wurden auch alle zwölf Kirchenfenster erneuert.

## Baubeschreibung
Im Inneren der Kirche überwiegen Elemente des Klassizismus, wogegen der Außenbau vom Barock geprägt ist. Das ursprüngliche Altarbild „Clemens von Dippoldiswalda“ ging verloren und wurde 2000 durch ein abstraktes Neues von dem Dresdner Günther Jacob ersetzt. Die Fenster des Chorraumes zeigen die Wappen von zwei Adelsfamilien aus der näheren Umgebung: von Bünau zu Possen und von Bärenstein zu Thürmsdorf. Ein Taufstein aus Zöblitzer Serpentinstein befindet sich in der Mittelachse des Kirchenschiffes zwischen Kanzel und Altartisch. Ungewöhnlich für ein christliches Gotteshaus ist der Kanzelaltar in der Form eines griechischen Tempeleingangs aus Sandstein, der 1811 für eine Bemalung vorgesehen war. Im Giebel des Gebäudes befindet sich das Gott symbolisierende Dreieck mit Auge. Nach Restaurierungsarbeiten wurde die ursprüngliche Bemalung und Farblichkeit von 1824 ermittelt. Von 2001 bis 2003 wurden Decken und Wandflächen in hellen Farbtönen von weiß über ocker bis hellblau bemalt.

## Orgel

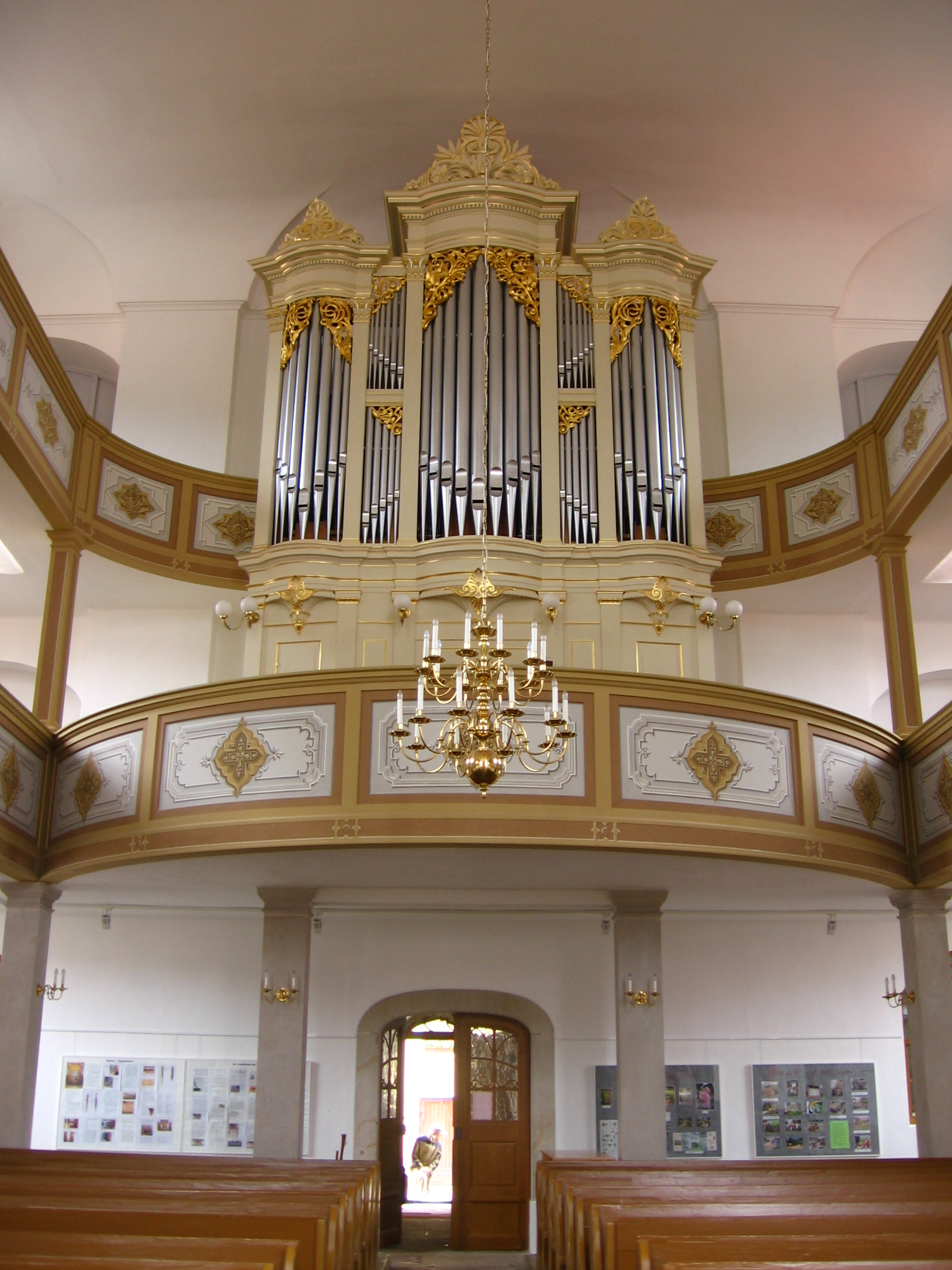
Orgel der Marienkirche

Die Orgel wurde 1851 geweiht und von Johann Gotthold Jehmlich (Dresden) mit 26 Registern nach Silbermannschen Grundsätzen gebaut. 1907 wurde das Instrument umgebaut, u. a. auf pneumatische Trakturen umgestellt sowie um ein pneumatisches Schwellwerk im Turmraum ergänzt. Außerdem erhielt sie eine Crescendowalze. Da 1917 die Prospektpfeifen abgegeben werden mussten, wurden sie 1929 durch Zinkpfeifen ersetzt und es erfolgte ein weiterer Umbau. Der Prospekt wurde 1,5 m nach hinten verschoben, Teile des Hauptwerkes in den Turmraum versetzt, ein Rückpositiv unter teilweiser Verwendung vorhandener Register angebaut und Pedalregister teilweise seitlich angeordnet. 2004 bis 2006 wurde das Instrument von Georg Wünning am alten Standort neu erbaut, unter Verwendung von Pfeifenmaterial von 1851 bzw. 1907, und weitgehend das äußere Erscheinungsbild von 1851 ohne Rückpositiv wiederhergestellt. Das Instrument verfügt heute über 38 klingende Register (2447 Pfeifen) auf drei Manualen (Haupt- und Oberwerk: mechanische Schleiflade, Schwellwerk: elektropneumatische Kegellade) und Pedal (mechanische Schleifladen).
| I Hauptwerk C–g3 |                   |       |   |
| 1.               | Prinzipal         | 16′   | H |
| 2.               | Prinzipal         | 8′    | H |
| 3.               | Rohrflöte         | 8′    | H |
| 4.               | Gambe             | 8′    | H |
| 5.               | Octave            | 4′    | H |
| 6.               | Gemshorn          | 4′    | H |
| 7.               | Quinte            | 2 ⁄3′ |   |
| 8.               | Octave            | 2′    | H |
| 9.               | Mixtur IV         |       | H |
| 10.              | Quinte (Vorabzug) | 1 ⁄3′ |   |
| 11.              | Cornett III       |       | H |
| 12.              | Trompete          | 8′    | H |

| II Oberwerk C–g3 |            |        |   |
| 13.              | Gedakt     | 8′     | H |
| 14.              | Quintatön  | 8′     | H |
| 15.              | Salicional | 8′     | H |
| 16.              | Prinzipal  | 4′     |   |
| 17.              | Rohrflöte  | 4′     | H |
| 18.              | Nassat     | 2 ⁄3′  |   |
| 19.              | Octave     | 2′     |   |
| 20.              | Terz       | 1 3⁄5′ |   |
| 21.              | Sifflet    | 1′     |   |
| 22.              | Cymbel III |        |   |
| 23.              | Oboe       | 8′     | H |
|                  | Tremulant  |        |   |

| III Schwellwerk C–g3 |                  |     |   |
| 24.                  | Gedakt           | 16′ | H |
| 25.                  | Gedakt           | 8′  |   |
| 26.                  | Geigenprinzipal  | 8′  | H |
| 27.                  | Harmonieflöte    | 8′  | H |
| 28.                  | Violine          | 8′  | H |
| 29.                  | Aeoline          | 8′  | H |
| 30.                  | Vox Ceolestis    | 8′  | H |
| 31.                  | Fugara           | 4′  |   |
| 32.                  | Flaute d’amour   | 4′  |   |
| 33.                  | Piccolo          | 2′  | H |
| 34.                  | Progressio II–IV |     |   |
| 35.                  | Klarinette       | 8′  | H |

| Pedal C–f1 |                        |     |   |
| 36.        | Prinzipal              | 16′ | H |
| 37.        | Subbass                | 16′ | H |
| 38.        | Octave                 | 8′  | H |
| 39.        | Posaune                | 16′ | H |
| 40.        | Violonbass (aus HW)    | 8′  |   |
| 41.        | Trompetenbass (aus HW) | 8′  |   |
| 42.        | Flötenbass (aus HW)    | 8′  |   |
| 43.        | Octavbass (aus HW)     | 4′  |   |

- Anmerkungen:

H = Historisches Register von 1851 bzw. 1907

## Geläut
Das Geläut besteht aus drei Bronzeglocken, der Glockenstuhl ist aus Eichenholz wie auch die Glockenjoche gefertigt.
Im Folgenden eine Datenübersicht des Geläutes:
| Nr. | Gussdatum | Gießer                        | Material | Durchmesser | Masse  | Schlagton |
| --- | --------- | ----------------------------- | -------- | ----------- | ------ | --------- |
| 1   | 1967      | Glockengießerei S. Schilling  | Bronze   | 1189 mm     | 900 kg | es′       |
| 2   | 1994      | Glockengießerei H. M. Rinker  | Bronze   | 1042 mm     | 672 kg | ges′      |
| 3   | 1922      | Glockengießerei Bruno Pietzel | Bronze   | 784 mm      | 267 kg | b′        |